# Bono, Morbihan
Bono är en kommun i departementet Morbihan i regionen Bretagne i nordvästra Frankrike. Kommunen ligger i kantonen Auray som tillhör arrondissementet Lorient. År 2022 hade Bono 2 594 invånare.

## Befolkningsutveckling
Antalet invånare i kommunen Bono
| Referens: INSEE |